# 캐롤라인 쇼

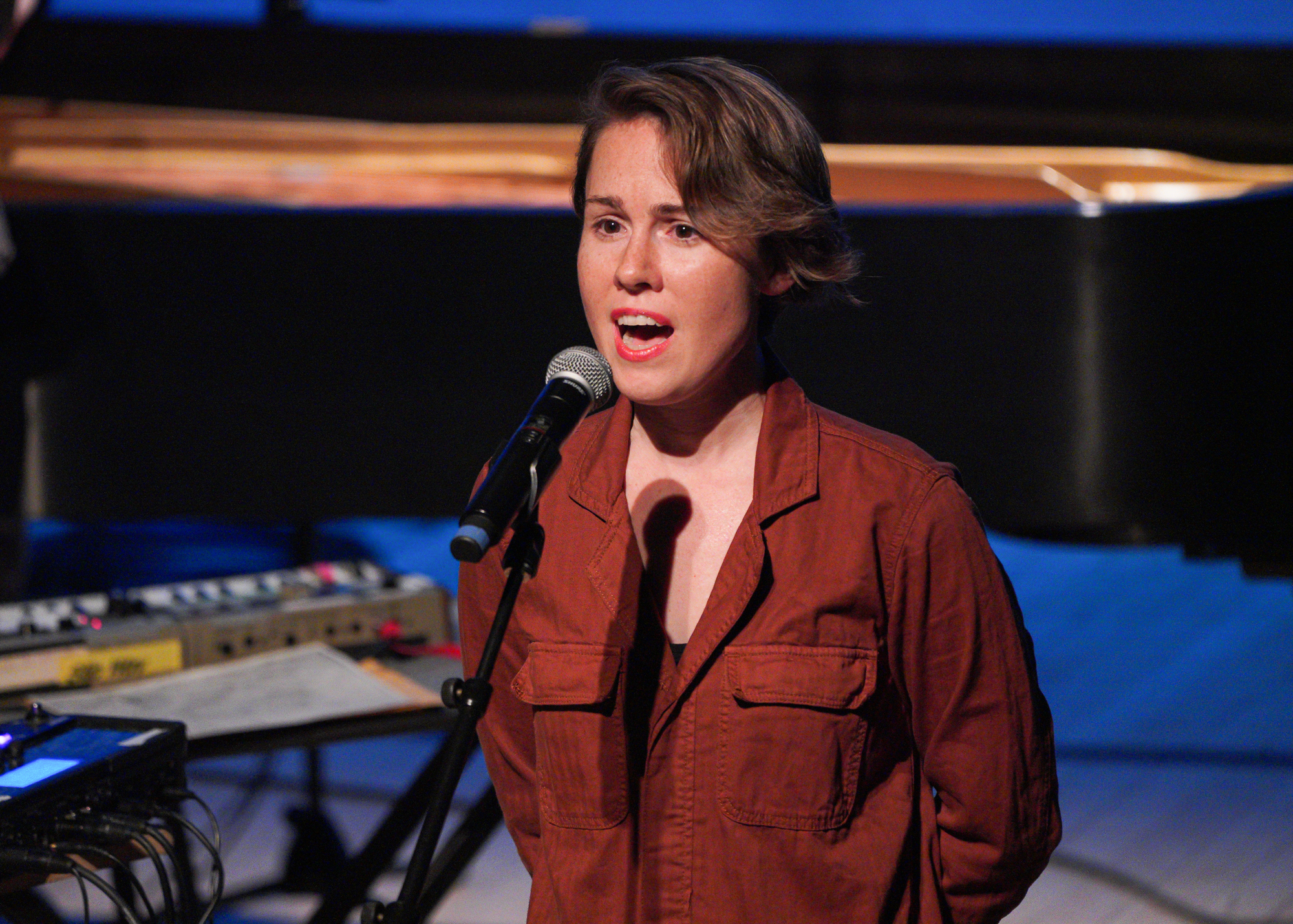
2020년 쇼의 모습

캐롤라인 애들레이드 쇼(영어: Caroline Adelaide Shaw, 1982년 8월 1일~)는 미국의 현대 음악 작곡가, 바이올린 연주자이자 가수이다. 2013년 아카펠라 작품인 《8성부 파르티타》로 퓰리처상 음악 부문의 수상을 거머쥐었다. 2022년에는 《Narrow Sea》로 그래미 어워드 최우수 현대 음악 작곡 부문에 후보로 올랐다.

## 어린 시절
캐롤라인 애들레이드 쇼는 1982년 8월 1일 노스캐롤라이나주 그린빌에서 태어났다. 캐롤라인의 모계 쪽으로 샴 쌍둥이라는 이름이 붙게 된 창과 앵 벙커가 있으며, 이들과는 고손녀와 고조부 관계에 있다. 캐롤라인은 두 살 때부터 바이올린을 연주하기 시작했으며, 처음에는 바이올린 연주자이자 가수였던 어머니 존에게 스즈키 메서드로 배웠다. 어릴 때의 영향으로는 지역 성공회 교회의 합창단과 바흐를 자주 연주한 오르간 연주자가 있었다. 내셔널 퍼블릭 라디오의 엘레나 사베드라 버클리는 쇼의 "개인적인 예배 장소는 소니 붐박스 라디오 앞이었다. 그녀는 클래식 방송국에 전화를 걸어 《마술피리》의 듀엣곡이라고 할 수 있는 곡을 요청하고, 곡이 나오면 카세트에 녹음할 준비를 했다. 만약 그들이 잘못된 노래를 튼다면 그녀는 다시 전화를 걸어 바로잡곤 했다"라고 언급했다. 캐롤라인은 10살 때부터 작곡을 시작했는데, 대부분은 모차르트와 브람스의 실내악을 모작하는 것이었다.
캐롤라인은 대학에 진악해 오케스트라나 실내악 연주자가 되는 것을 목표로, 바이올린 연주에 중점을 두었다. 캐롤라인은 2004년 라이스 대학교에서 바이올린 연주로 음악 학사를, 2007년 예일 대학교에서 바이올린으로 석사 학위를 취득했으며, 2010년 프린스턴 대학교 작곡 박사 과정에 들어갔다.

## 경력
캐롤라인은 30세에 《8성부 파르티타》로 퓰리처상 음악 부문 최연소 수상자가 되었다. 퓰리처상 심사위원단은 작품을 두고 "말, 속삭임, 한숨, 중얼거림, 무언의 멜로디, 새로운 보컬 효과를 독특하게 포용하는 매우 세련되고 독창적인 아카펠라"라고 극찬했다. 《8성부 파르티타》는 바로크 무용 형식의 영감을 받은 4개의 악장인 알르망드, 사라방드, 쿠랑트, 파사칼리아로 구성되어 있다. 2012년 10월 30일 뉴 암스테르담 레코드에서 앙상블 룸풀 오브 티스(캐롤라인 포함)가 공연한 작품의 녹음이 발매됐다.
작곡 외에도 캐롤라인은 다양한 음악 활동을 하고 있다. 주로 아메리칸 컨템포러리 뮤직 앙상블의 바이올린 연주자이자 룸풀 오브 티스의 보컬로 활동하고 있으며, 트리니티 월스트리트 합창단, 알람 윌 사운드, 아타카 콰르텟, 워드리스 뮤직 오케스트라, 앙상블 시그널, AXIOM, 예후딤, 빅투아르, 오페라 카발, 마크 모리스 댄스 그룹 앙상블, 호텔 엘리펀트, 오라클 히스테리컬, 레드 라이트 뉴 뮤직, 로버트 밀리의 예일 바로크 앙상블과도 협업하고 있다.
2015년 10월, 래퍼 카니예 웨스트는 2008년 음반 《808s & Heartbreak》의 첫 곡인 〈Say You Will〉의 캐롤라인이 공동 프로듀싱한 리믹스를 공개했다. 또한 캐롤라인은 카니예의 일곱 번째 음반 《The Life of Pablo》의 〈Father Stretch My Hands Pt 2〉에 보커롤 참여했다.

## 디스코그래피

### 음반
| 제목                              | 연도 | 레이블        |
| --------------------------------- | ---- | ------------- |
| Evergreen                         | 2022 | 논서치 레코드 |
| The Wheel                         | 2022 | 알파 클래식스 |
| Let the Soil Play Its Simple Part | 2021 | 논서치 레코드 |
| Narrow Sea                        | 2021 | 논서치 레코드 |
| Orange                            | 2019 | 논서치 레코드 |

### 피처링
| 제목                                                       | 연도 | 최고 순위   | 음반              |
| 제목                                                       | 연도 | 미국 핫 100 | 음반              |
| ---------------------------------------------------------- | ---- | ----------- | ----------------- |
| "Pt. 2" (Kanye West featuring Desiigner and Caroline Shaw) | 2016 | 54          | The Life of Pablo |

### 게스트
| 제목                       | 연도 | 기타 음악가                                                     | 음반                 |
| -------------------------- | ---- | --------------------------------------------------------------- | -------------------- |
| "Say You Will" (Remix)     | 2015 | Kanye West                                                      | 음반 미수록          |
| "Only One" (Original Demo) | 2015 | Kanye West                                                      | 음반 미수록          |
| "FML"                      | 2016 | Kanye West, The Weeknd                                          | The Life of Pablo    |
| "Wolves"                   | 2016 | Kanye West, Vic Mensa, Sia                                      | The Life of Pablo    |
| "Freestyle 4"              | 2016 | Kanye West, Desiigner                                           | The Life of Pablo    |
| "No Mistakes"              | 2018 | Kanye West, Kid Cudi, Charlie Wilson                            | Ye                   |
| "Everything"               | 2018 | Nas, The-Dream, Kanye West, Tony Williams, 070 Shake            | Nasir                |
| "Take Me to the Light"     | 2019 | Francis and the Lights, Bon Iver, Kanye West, Chance the Rapper | Take Me to the Light |